# 穆拉德·格萊
穆拉德·格萊（1627年—1696年），是1678年-1683年的一位克里米亞汗國可汗。
他是在前可汗塞利姆·格萊被廢後即位，1683年他參加了維也納之戰，因戰敗被廢，被哈吉·格萊二世取代。
他被流放到揚博爾附近的Saracheli農場，在1696年死於那裡。